# 岫岩满族自治县
岫巖满族自治县，简称岫巖县，是辽宁省鞍山市下辖的一个自治县。自治县人民政府驻岫岩镇，距辽宁省会沈阳243公里，距鞍山市136公里。自治縣政府駐岫玉大街36號。
岫岩地处辽东半岛北， 东邻凤城市， 西接营口、盖州， 南边东港、庄河， 北与海城、辽阳接壤。地理座标北纬40度至40度39分， 东经122度52分至123度41分。
岫岩特产玉石，称为岫巖玉或岫玉，為四大名玉之一。岫岩玉为中国地理标志产品。岫玉享有中国国石之美誉，储量占全国之首，毛料有周恩來認可的玉石王。还特产镁矿，储量占全国的80％。

## 历史
岫岩古称“秀岩”。辽天庆五年（1115年）在今岫岩县城北部设大宁镇。金明昌四年（1193年），大宁镇升为秀岩县，设防守尉镇守，隶东京路辰州，其后几经撤废及重建。明洪武八年（1375年）改“秀岩”为“岫岩”，置岫岩堡，属盖州卫。清乾隆三十七年（1772年）设岫岩厅，光绪二年（1876年）岫岩厅降为岫岩州，民国二年（1913年）又改为岫岩县。1947年，解放军占领岫岩，此时岫岩属辽东省管辖，1954年改属辽宁省，1955年划入辽宁省安东专区。1958年，撤销安东专区，岫岩改隶安东市（以及后来的丹东市）。1985年1月17日，经国务院批准，撤销岫岩县，设立岫岩满族自治县。1992年1月划归鞍山市至今。

## 學校
- 幼兒園
  - 岫岩第一幼兒園
- 小学
  - 岫岩實驗小學
  - 於家岑小學
  - 岫光小學
  - 岫岩滿族自治縣南門小學
  - 岫岩滿族自治縣岫岩鎮站前小學
- 初中
  - 岫岩一中
  - 岫岩满族中学（岫岩二中）
- 高中
  - 岫岩高級中學
  - 岫岩第二高级中学
  - 岫岩第三高级中学
  - 岫岩南洋學校
  - 岫岩滿族自治縣行政幹部學校
  - 岫岩職教中心
  - 岫岩滿族自治縣業餘體育學校

## 人口
根據第七次全國人口普查數據，截至2020年11月1日零時，岫巖滿族自治縣常住人口為413007人。

## 民族
满，汉，蒙，回，朝鲜等十三个民族，其中满族人口最多，占全县总人口的90%。

## 行政区划
岫岩满族自治县下辖3个街道办事处、18个镇、3个乡：
阜昌街道、兴隆街道、雅河街道、三家子镇、石庙子镇、黄花甸镇、大营子镇、苏子沟镇、偏岭镇、哈达碑镇、新甸镇、洋河镇、杨家堡镇、清凉山镇、石灰窑镇、前营子镇、龙潭镇、牧牛镇、药山镇、大房身镇、朝阳镇、红旗营子乡、岭沟乡和哨子河乡。

## 交通
- 丹锡高速、 229国道、 309省道、 312省道过境。

## 全国重点文物保护单位
- 卧龙山山城遗址：位于杨家堡镇杨家堡村卧龙村民组北山上。

## 特产
- 岫岩玉：为中国地理标志产品。
- 岫岩辽五味子：中国地理标志产品。
- 津湧酒：当地名酒。

## 参看
- 岫岩陨石坑